# حمله به مدرسه پیشاور ۲۰۱۴
حمله به مدرسه پیشاور ۲۰۱۴ (به انگلیسی: 2014 Peshawar school attack) به واقعه حمله به یک مدرسه عمومی متعلق به ارتش در شهر پیشاور پاکستان در تاریخ ۱۶ دسامبر ۲۰۱۴ اشاره دارد که در جریان آن هفت مرد مسلح وابسته به جنبش طالبان پاکستان وارد این مدرسه شدند و بروی دانش‌آموزان و کارکنان آتش گشودند.

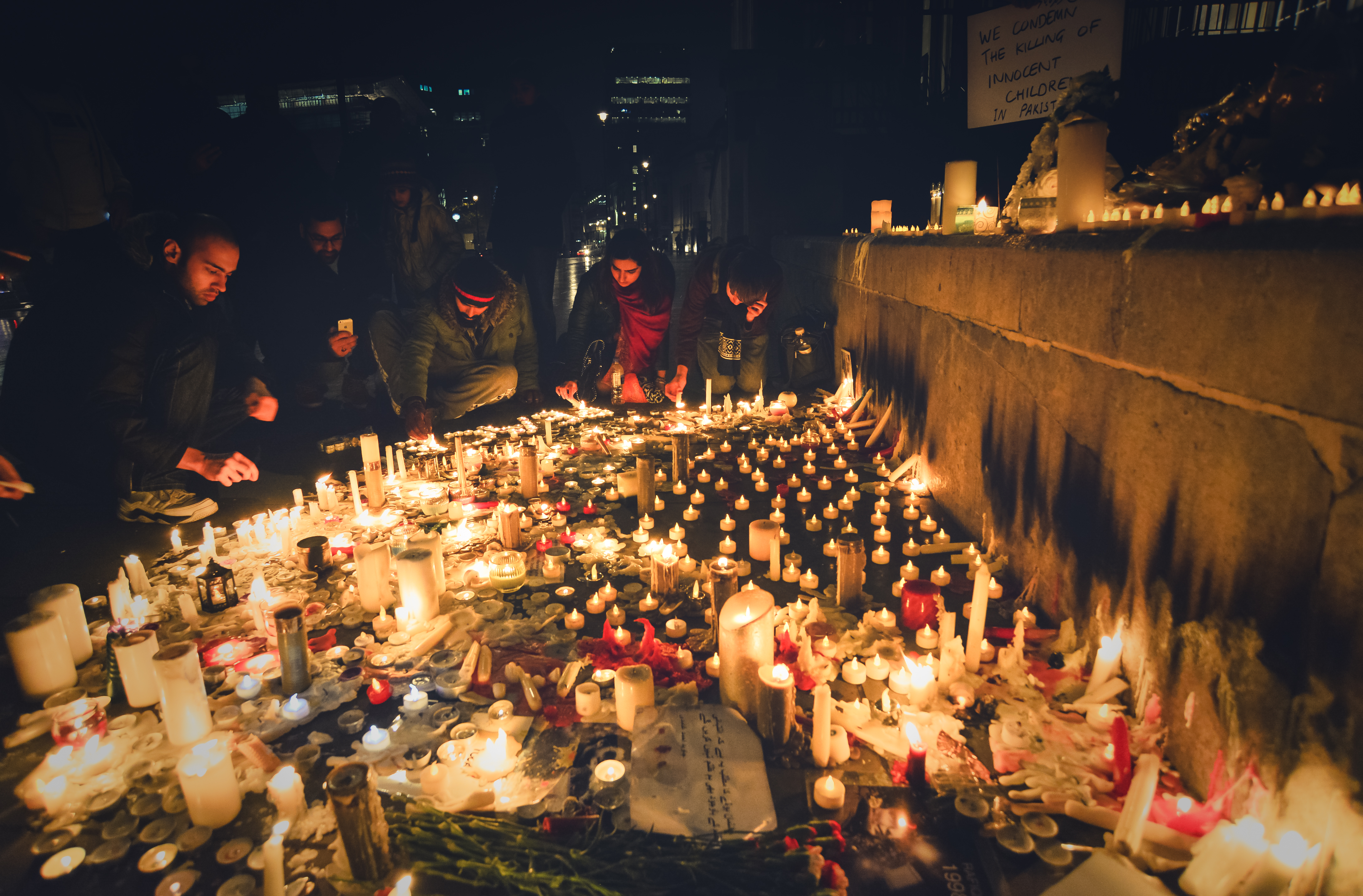

اعضای طالبان در این حمله ۱۴۹ تن از جمله ۱۳۳ دانش‌آموز را کشتند و ۱۲۲ تن دیگر را زخمی کردند. افراد ۸ تا ۱۸ ساله در بین کشته‌شدگان بودند، مابقی تلفات نیز از میان کارکنان مدرسه گرفته شد. اغلب دانش‌آموزان این مدرسه فرزندان نظامیان ارتش بودند. عملیات نجات توسط گروه‌های سرویس ویژه صورت گرفت و هشت ساعت به طول انجامید که در جریان آن ۷ مهاجم مسلح کشته شدند و ۹۶۰ تن نیز نجات یافتند. سرلشکر عاصم باجوه سخنگوی ارشد نظامی در یک کنفرانس مطبوعاتی اعلام کرد که در این حمله حداقل ۱۳۰ تن نیز مجروح شده‌اند. طالبان هدف از این حمله را انتقام‌گیری از خانواده نظامیان ارتش عنوان کرد.
نواز شریف نخست‌وزیر پاکستان این حمله را مرگبارترین حمله تروریستی تاریخ کشورش اعلام کرد.